# Synagogue de Grosbliederstroff
La synagogue de Grosbliederstroff est un ancien lieu de culte juif situé à Grosbliederstroff, en Moselle. Construit en 1835, ce bâtiment a échappé à la destruction totale pendant la guerre avant d'être désaffecté en 1992.

## Contexte
Dès 1690, une présence juive est attestée à Grosbliederstroff avec l'installation d'une famille Lévy, originaire du Palatinat. Un édit du duc Léopold daté du 12 avril 1721 et limitant le nombre de juifs autorisés à séjourner dans ses États admet à Grosbliederstroff une seule famille juive, nombre qui sera réévalué à deux en 1753 par Stanislas. La communauté israélite se développe après la Révolution, en provenance des villages de Créhange, Loupershouse et Langensoultzbach, puis au XIXe siècle du village voisin de Rouhling. Un cimetière y est d'ailleurs présent et a longtemps été utilisé par les communautés des deux villages. Une grande partie de la communauté quitte Rouhling entre 1808 et la fin des années 1930 en raison de l'hostilité de la population à son égard et pour des raisons économiques. Elle s'installe alors principalement à Grosbliederstroff et Sarreguemines. La communauté israélite blitharienne compte alors presque autant de fidèles qu'à Sarreguemines mais garde un esprit plus traditionnel.

## Histoire
La première mention d'une synagogue à Grosbliederstroff apparaît sur un cadastre dressé en 1911. Probablement élevée à la fin du XVIIIe siècle, elle se situe à l'arrière d'une maison donnant sur la rue principale et appartenant à un trafiquant nommé Mendel Salomon. Son accès est possible en traversant cette maison ou par les jardins situés à l'arrière, dans l'actuelle rue des Fermes. La synagogue en piteux état et devenue trop petite, le commissaire administratif de la communauté, Lion Lambert, sollicite en 1823 un secours de l'État pour l'agrandir. Sa demande est réitérée en 1827 auprès du préfet, la communauté israélite ayant acquis un terrain situé à côté au prix de 400 francs, et rappelle que la communauté a participé à l'achat du presbytère. En 1933 il sollicite à nouveau une aide de l'État de 2000 francs, la communauté comptant près de 220 fidèles y étant éligible, mais elle ne lui est pas allouée en raison du peu de crédits disponibles.
Parallèlement à ces démarches, Mendel Salomon fait don du reste de son jardin situé en bordure de la rue des Fermes. La communauté opte alors pour une nouvelle construction plutôt que pour la rénovation de l'ancien édifice. L'architecte Schwartz de Sarreguemines est chargé de dresser les plans, le devis s'élève à 6900 francs, somme que la communauté ne possède pas. En effet, en plus du terrain et d'une subvention de la commune à hauteur de 500 francs, elle ne dispose que de 2700 francs. Le préfet interroge le Consistoire de la Moselle qui juge le projet irréaliste et privilégie l'agrandissement de l'ancien édifice. La communauté de Grosbliederstroff affirme alors que la synagogue resterait trop petite pour un coût des travaux équivalent. Pour baisser les coûts du projet, elle reporte à plus tard la construction d'une école confessionnelle et du logement pour l'instituteur.
Les échanges de courriers entre la communauté, la préfecture et le consistoire aboutissent à l'autorisation de construction de la nouvelle synagogue en 1835. Selon une enquête sur l'état des synagogues françaises réalisée en 1838, on apprend que la communauté compte un ministre officiant rémunéré par l'État à hauteur de 300 francs et 227 fidèles. Les quelques familles habitant à Rouhling et disposant encore probablement d'une synagogue sont comptés dans ce chiffre. Cette communauté n'a plus d'existence officielle, en 1834, le sous-préfet de Sarreguemines ne reconnaît qu'une seule communauté comptant 1734 fidèles à Grosbliederstroff et 42 à Rouhling.

## Cimetière
Les défunts de la communauté sont inhumés dans le cimetière juif de Grosbliederstroff. Ce dernier a été créé en 1885, la première tombe date de 1887. Auparavant, les membres de la communauté étaient enterrés à Frauenberg puis à Rouhling.